# 雞蛇

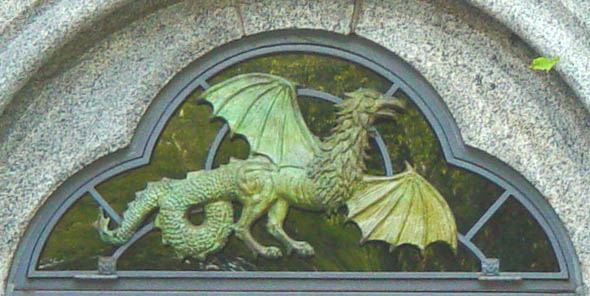
紐約中央公園教堂的雞蛇造型裝飾

雞蛇（Cockatrice）是一種蛇和雞所混合成的傳說生物，據說是從雄雞生蛋，蛇或蟾蜍負責孵蛋而誕生的。這種傳說生物時常出現於中世紀的繪畫、紋章、雕刻和教堂上。
雞蛇和巴西利斯克有相似的外型、但其來源並不同。它們同樣具有和蛇髮女妖一樣的邪眼，能利用可怕的目光置人或動物於死。雞蛇的弱點是鼬鼠、雞的叫聲，或是在鏡子看到自己的身影。

## 外部連結
- Dave's Mythical Creatures and Places: Cockatrice